# オペレーション・オートサック
オペレーション・オートサックは、1962年にアメリカ軍によって計画されたキューバ侵攻の可能性のあるプロジェクト名。 コードネームは、キューバ指導者のフィデル・カストロから姓のスペルを逆にしたものである。 
キューバにおけるミサイル危機において、キューバに集められつつあるSS-4ミサイルの発見時に、アメリカ合衆国政府は「封鎖」、「空爆」、または「キューバのミサイル基地に対する軍事攻撃」を含むいくつかの選択肢を検討していた。 
ソビエト連邦（ソ連）から供給された核兵器は、稼働前に相当な空襲を伴った軍事侵攻によって破壊される可能性があった。しかし、アメリカ大統領ジョン・F・ケネディが事前通告なしの攻撃に反対していたので、「封鎖」が支持されることで、その計画は拒絶された。 
アメリカによる攻撃がソビエト兵の死をもたらすことで、アメリカに対する報復攻撃をもたらしたかもしれないと主張されるかもしれない。そのような動きは、おそらく第三次世界大戦を招いただろう。 
多くの陣地がU-2偵察機に対して隠されていた状態では、空爆は全てのミサイルの完全な破壊には失敗しただろうし、ソ連書記長ニキータ・フルシチョフがキューバにさらなる増援を送るのも阻止できなかっただろう。完膚なきまで叩く軍事攻撃が、それ以上のミサイルがキューバに配置されるのを防ぐために必要なカストロを退けさせただろう。 
ソビエト連邦の崩壊後、ロシアはキューバの中距離ミサイルがその時点で既にほぼ完全に機能していたことを明らかにした。引き渡されていたより小型の戦術核ミサイルの指揮機能は、信じられないことに、野戦将校たちに与えられていた。ただし、その承認はすぐに取り消された。

## 戦闘序列
キューバ侵攻軍（軍団）
- 第101空挺師団 （Secure ホセ・マルティ国際空港とSan Antonio de losBaños飛行場 ）
- 第82空挺師団 （Secure Mariel and Baracoa Airfields ）
- 第1海兵師団 （Tararáの安全なビーチ）
- 第2海兵師団 （Tararáの安全なビーチ）

## 参照
- ピッグス湾事件
- ノースウッズ作戦
- キューバ危機
- 米国の対キューバ禁輸措置